# Голый пистолет 2½: Запах страха
«Голый пистолет 2½: Запах страха» (англ. The Naked Gun 2½: The Smell Of Fear) — американская кинокомедия режиссёра Дэвида Цукера. Главную роль лейтенанта Фрэнка Дрэбина исполнил Лесли Нильсен. Фильм создан по мотивам сериала «Полицейский отряд!» и является продолжением картины «Голый пистолет» (1988).
Тэглайн фильма — «Фрэнк Дребин вернулся. Просто смиритесь с этим» (англ. Frank Drebin is back. Just accept it).

## Сюжет
Фильм начинается со сцены в Белом доме, где Фрэнк Дребин — один из гостей на званом обеде. Среди гостей президент Джордж Буш-старший, Нельсон Мандела с женой и первая леди Барбара Буш, над которой невольно издевается Фрэнк. Во время обеда президент объявляет о намерении реформировать энергетическую политику страны и поручает доктору Майнхаймеру сделать доклад об основных принципах новой энергетической политики администрации президента. Среди присутствующих также представители лоббистских групп энергетических секторов экономики — атомной энергетики, угольной и нефтяной промышленности. Они обеспокоены тем, что доктор Альберт Майнхаймер является сторонником использования возобновляемых источников энергии. Джейн Спенсер, теперь работающая на доктора Майнхаймера, допоздна работает в его научно-исследовательском институте и плачет о Фрэнке. Она замечает подозрительного мужчину в красном фургоне. Подсобный рабочий, опустошая мусорные баки, обнаруживает часы с динамитом и отдаёт их охранникам, случайно активировавшим его. На следующее утро Фрэнк повторно знакомит себя с Джейн, поскольку он допрашивает ее о взрыве в институте. Изучая институт Майнхаймера, он знакомится с парнем Джейн, руководителем нефтяной компании Квентином Хапсбургом, к которому Фрэнк становится чрезвычайно ревнивым. Босс Фрэнка, Эд Хокен, находит его в блюз-баре для одиноких мужчин. Между тем на встрече лидеров энергетических отраслей Хапсбург показывает, что он похитил доктора Майнхаймера и нашёл его двойника Эрла Хакера, который даст свои рекомендации Президенту, одобрив ископаемое и ядерное топливо.
Расследуя дело о взрыве, Фрэнк и его полицейский отряд приезжают в секс-шоп, где скрывается водитель красного фургона Гектор Сэведж. Нордберг пытается поставить датчик на машину Сэведжа, но цепляется рукавом одежды за машину и застревает под машиной Сэведжа, затем под машиной Дребина и наконец оказывается под автобусом, который отвозит его аж до Детройта. Фрэнк и Эд догоняют Сэведжа, которого окружили в одном из домов города. Когда преступник уже практически готов был сдаться, Фрэнк садится в полицейский танк и разрушает все вокруг. В результате бежать удаётся не только Сэведжу; проломив стену зоопарка, Фрэнк также выпускает на волю диких животных, которые разбегаются по всему городу.
Позже на вечеринке Фрэнк усугубляет положение, когда он пытается подтолкнуть прикованного к инвалидной коляске доктора до передней части комнаты. Однако при встрече он замечает, что доктор Майнхаймер не помнит его внешность. Так как Джейн сказала ему ранее, что у доктора фотографическая память, Фрэнк приходит к ней домой и становится свидетелем неудачного покушения на её жизнь. В дуэли с убийцей Гектором Сэведжем Фрэнк вставляет ему в рот пожарный шланг. Наполнение Сэвэджа водой невозможно остановить, и когда Фрэнк бежит обратно к Джейн, Сэведж взрывается в коридоре от давления воды. Очарованная подвигом Фрэнка Джейн снова в него влюбляется и убеждается в причастности Хапсбурга к преступлениям.
На следующий день Фрэнк вместе с полицейским отрядом прибывает на место тайной встречи руководителей энергетических отраслей, где в заложниках удерживается доктор Майнхаймер. Фрэнк пытается тайно проникнуть в здание, но его обнаруживают и связывают люди Хапсбурга. Остальной отряд полиции в состоянии вернуться после провала, а уже освободившиеся Фрэнк и доктор Майнхаймер пытаются перехватить Эрла Хакера. Пытаясь найти единственный выход, Фрэнк, Эд, Нордберг и доктор Майнхаймер переодеваются в мексиканских певцов, чтобы выступить для собранной толпы. После, направившись за кулисы, Фрэнк встречает Хакера, который нападает на него и пытается избить. Несколько членов Чикагских медведей видят это и начинают нападать на Фрэнка, не зная, что он бьет не беззащитного инвалида, а опасного преступника. Путаница заканчивается, когда Эд и доктор Майнхаймер обезвреживают Эрла Хакера до того, как он начал своё выступление.
Однако Дребин не знает, что Хакер был арестован и начинает спорить, предполагая, что доктор Майнхаймер — это двойник. Поставив всех в неловкое положение, Эд приходит, чтобы снова сообщить зрителям, что Квентин — тайный лидер целого преступного клана. Но Хапсбург уже сбежал вместе с Джейн. После перестрелки на крыше здания Квентин сообщает Фрэнку, что у него есть ещё одна уловка в рукаве; он оснастил здание небольшим ядерным зарядом, который убьёт всех, кроме него, а доктор Майнхаймер может рассказывать все, что угодно. Дребин обезоруживает Хапсбурга и держит его над открытым окном, требуя код остановки бомбы, но вбежавший на помощь Хокен сбрасывает Квентина вниз. Хапсбург падает на навес и приземляется на тротуар невредимым, но его тут же съедает сбежавший из зоопарка лев.
Фрэнк освобождает прикованную наручниками Джейн и пытается обезвредить бомбу, в то время как Эд и Нордберг возвращаются в танцевальный зал, чтобы провести эвакуацию гостей. После нескольких неудавшихся попыток Дребин в последнюю секунду отключает бомбу, запутавшись в кабеле во время бегства. Президент оценивает работу Дребина и предлагает ему специальную должность главы Федерального бюро полиции. Фрэнк отказывается, потому что любит Джейн. Они выходят на балкон, где принимают похвалы от толпы. В конце фильма Фрэнк оборачивается вокруг и случайно сбрасывает с балкона Барбару Буш. Ей удаётся удержаться, но в попытке помочь ей Фрэнк срывает с неё платье.

## В ролях
- Лесли Нильсен — лейтенант Фрэнк Дребин
- Джордж Кеннеди — капитан Эд Хокен
- Присцилла Пресли — Джейн Спенсер
- О. Джей Симпсон — Нордберг
- Робер Гуле — Квентин Хапсбург
- Ричард Гриффитс — доктор Альберт Мейнсхеймер/Эрл Хакер
- Энтони Джеймс — Саваш
- Джон Рорк — президент Джордж Буш-старший
- Maргери Джейн Росс — Барбара Буш
- Гейл Нили — Винни Мандела
- Джина Мастроджакомо — работница секс-шопа
- Жа Жа Габор — камео
- Мел Торме — камео
- Билл Вудсон — диктор теле-рекламы

## Интересные факты
- Жа Жа Габор появляется в начальных титрах. Она подходит к сирене полицейской машины и сбивает её со словами: «И каждый раз, блин, как поеду в магазин, вот такая вот ерунда (Ach, this happens every fucking time when I go shopping)» — это пародия на её собственное задержание в 1989 году за такой же удар, нанесённый офицеру полиции[2].
- На 20-й минуте фильма в газете, чуть ниже заголовка, читаемого героем, есть статья: Элвис замечен при покупке недвижимости в Аспене. Фильм был выпущен в 1991 году, спустя 14 лет после смерти Элвиса.
- Героиня Присциллы Пресли, стоя под душем, исполняет «The Way We Were» — хит Барбары Стрейзанд 1974 года.

### Шутки
В фильме, как в других работах братьев Цукеров и Абрахамса, повторяются шутки, которые уже были в сериях «Особого отдела»:
- Обыгрывается название квартала «Маленькая Италия» — когда Фрэнк едет по этому кварталу, в заднем стекле автомобиля виден римский Колизей.
- Пародируется особенность боевиков — в одной из сцен люди стреляют друг в друга почти в упор, но никак не попадают. (Пародия на фильм «The Enforcer» с Хамфри Богартом)
- Любовная сцена между Джейн и Фрэнком, где они сидят за гончарным станком — пародия на сцену из фильма «Привидение» с Патриком Суэйзи и Деми Мур, снятого Джерри Цукером.
- Сцена в баре «Зелёная тоска» (в оригинале Blue Note), полном грустных людей, с печальной блюзовой музыкой — на стене висят фотографии: землетрясения в Сан-Франциско в 1906 году, катастрофы дирижабля LZ 129 «Гинденбург» в 1937 году, Титаника, крушение парохода Лузитания и Майкла Дукакиса (проигравшего Бушу на выборах в 1988 году). Позже портрет Невилла Чемберлена, автомобиля Edsel (большой неудачи компании Ford) и телескопа Хаббла (до 1993 года он считался дорогостоящим провалом).
- Сцена с полётом лже-Мейнсхеймера в инвалидной коляске на фоне полной Луны — пародия на аналогичный кадр из фильма «Инопланетянин».

## Премии и номинации
- 1992 — премия ASCAP
  - лидер кассовых сборов
- 1991 — премия Golden Screen (Германия)
- 1992 — премия MTV Movie Awards
  - лучший поцелуй (Лесли Нильсен и Присцилла Пресли)